# Метеорологический ежемесячник
Метеорологический ежемесячник — справочное метеорологическое издание.

## Общая информация
«Метеорологический ежемесячник» выпускался в России с 1892 года Главной физической обсерваторией и в СССР с 1958 года Главным управлением гидрометеорологической службы при Совете Министров СССР. В советское время «Метеорологический ежемесячник» каждый месяц параллельно издавался в 36 выпусках, первый из которых содержал ежедневные данные по 223 метеорологическим станциям СССР, а каждый из других 35 — месячные данные регионального (в частности, республиканского — для каждой союзной республики) управления метеорологической службы, полученные крупной гидрометеорологической обсерваторией соответствующего региона. По месячным данным вычислялись годовые данные, которые помещались в соответствующий региону (тоже один из 35 издаваемых) выпуск «Метеорологического ежегодника».
Таблицы в региональных выпусках ежемесячника содержали следующие данные:
- Температура воздуха —  средняя, максимальная, минимальная
- Температура поверхности почвы —  средняя, максимальная, минимальная
- Влажность воздуха
- Облачность и видимость
- Ветер по 16 и по 8 направлениям
- Атмосферное давление
- Осадки
- Атмосферные явления
- Особо опасные явления
- Снежный покров
- Продолжительность солнечного сияния
- Температура почвы на различных глубинах
- Наблюдения по гололёду и изморози